# Soława Frankońska

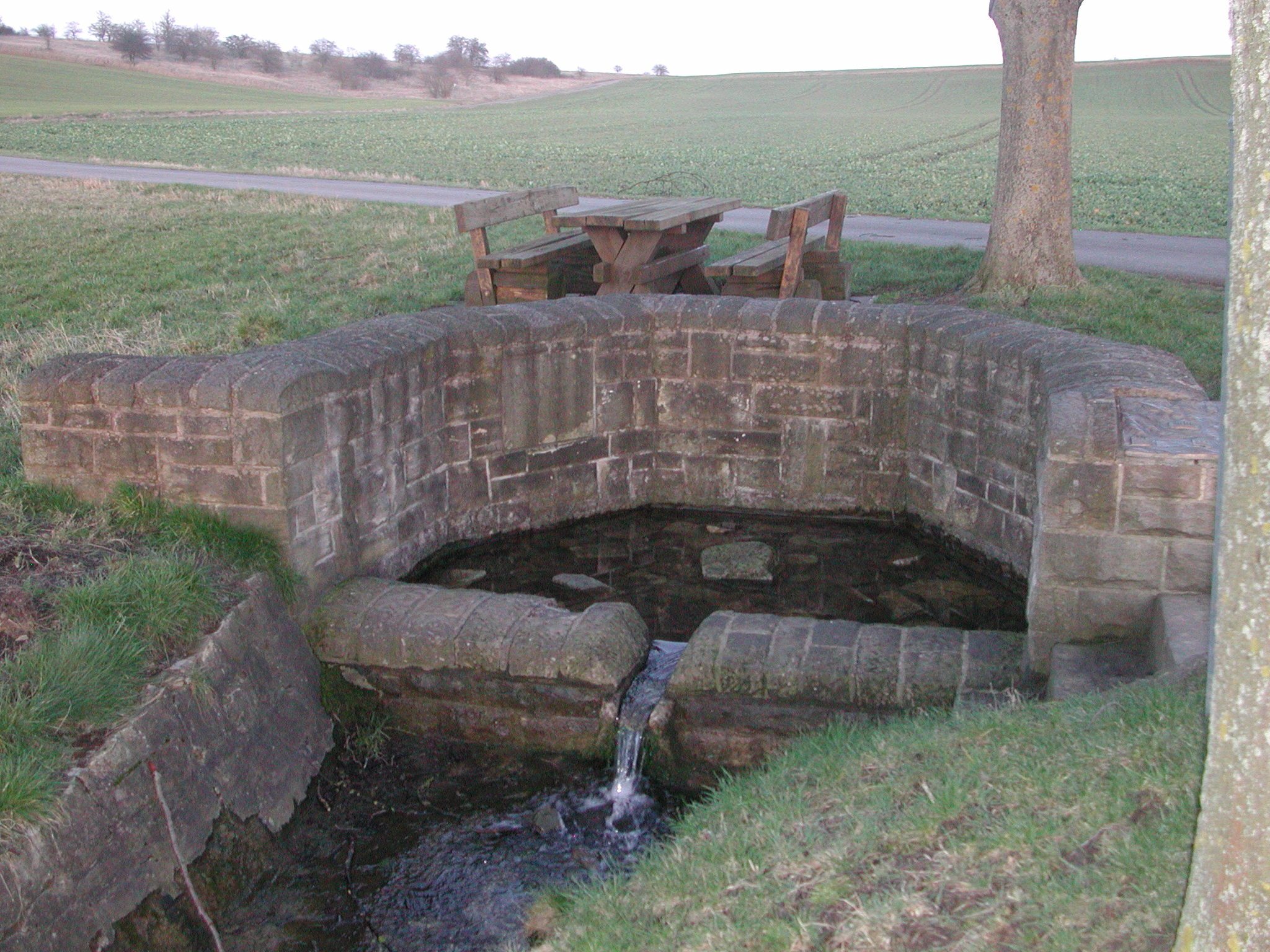
Północne źródło rzeki przy Alsleben

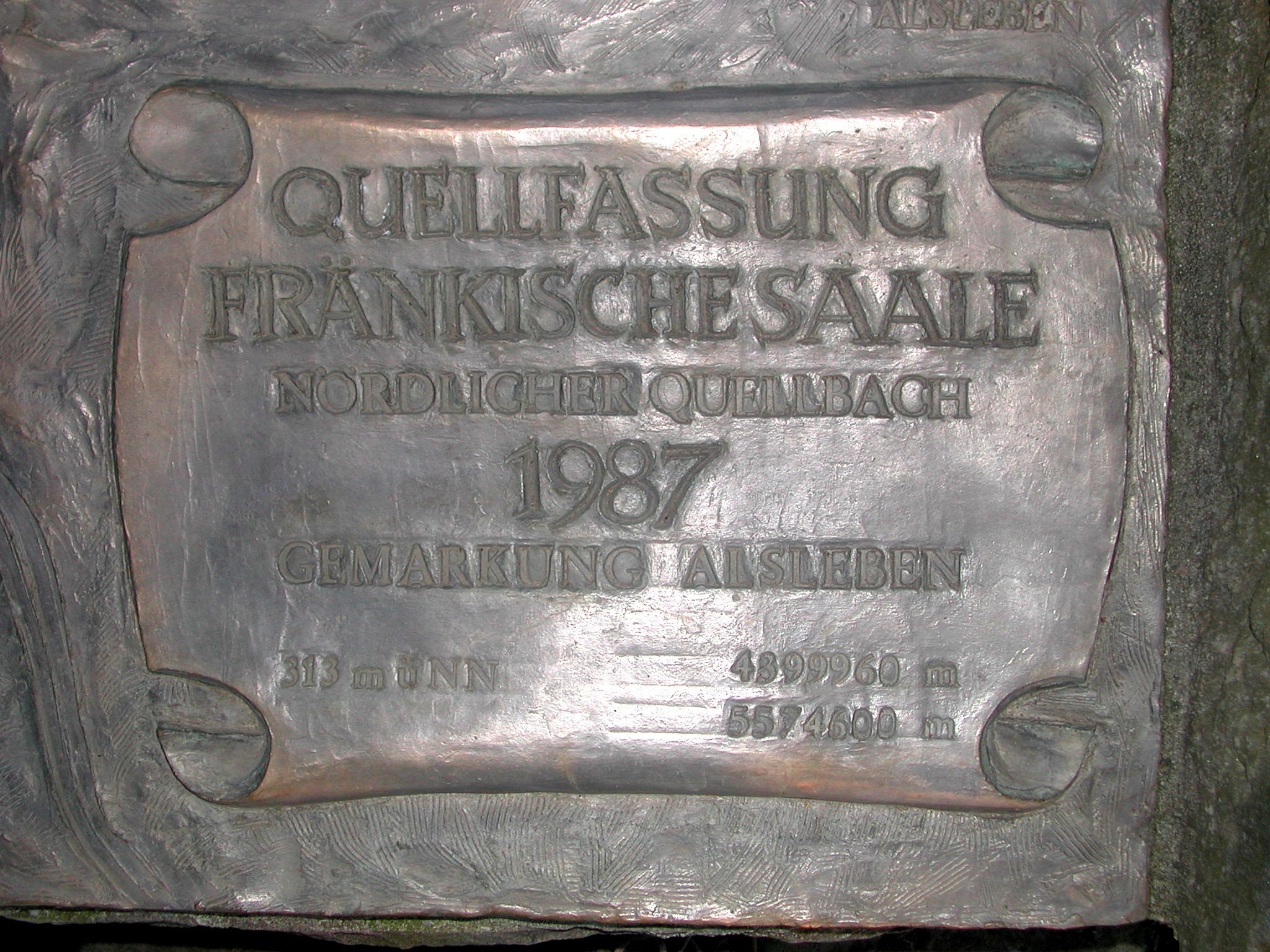
Tablica w punkcie czerpania wody na wczesnym etapie rzeki

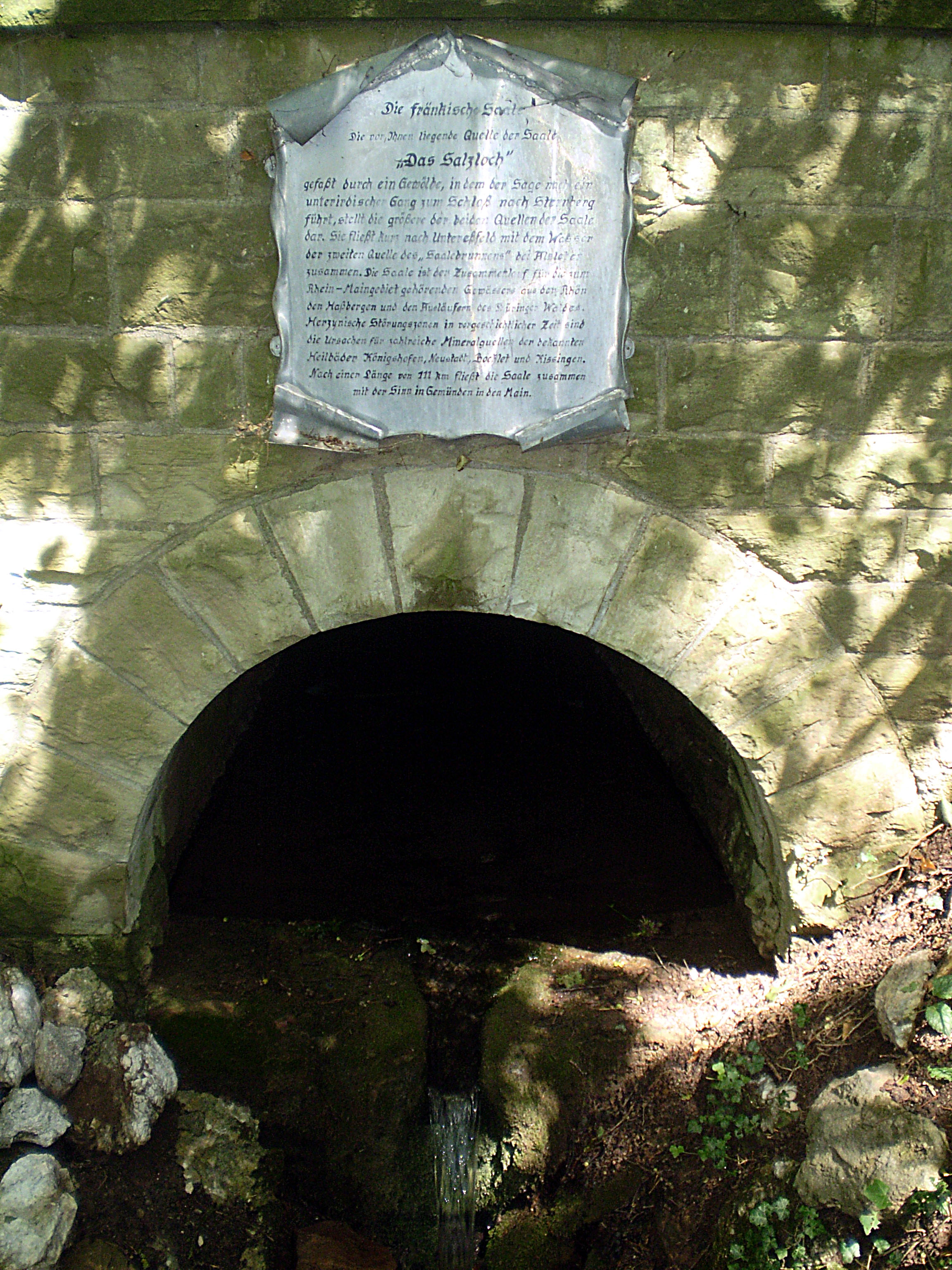
Saalequelle koło Obereßfeld

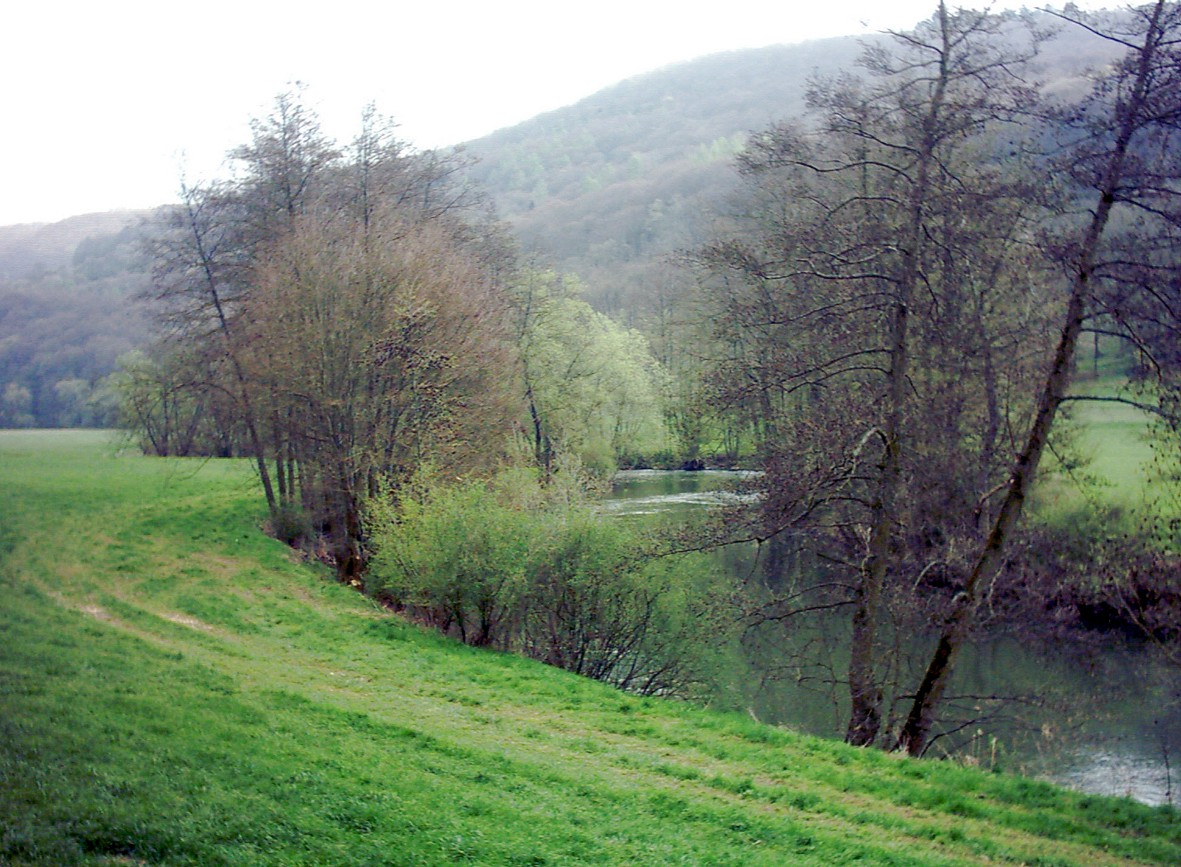
Rzeka przy Morlesau

Soława Frankońska (niem. Fränkische Saale) – mierząca około 135 km rzeka, prawy dopływ Menu w Dolnej Frankonii, w Bawarii (Niemcy).

## Bieg rzeki

### Potoki źródlane
Soława Frankońska ma swój początek koło Grabfeld, na wschód (ew. południowy wschód) od Bad Königshofen. Rzeka powstaje przez połączenie dwóch potoków.
Potok północny zaczyna się ok. 1,7 km na wschód od Alsleben (część Trappstadt), przy drodze do Gompertshausen. Wypływa z ocembrowanego źródła Saalbrunnen, leżącego na wysokości 313 m n.p.m. u podnóży 390 metrowej góry Kapellenberg. Pierwsze, piaskowcowe ocembrowanie z 1940 zostało w 1973 przebudowane i osiągnęło w 1985 swoją dzisiejszą, reprezentatywną formę. Tablica z brązu wykonana przez Künstlers Erich Husemann z Trappstadt
w Saalbrunnen, informuje od 1987 o znaczeniu rzeki.
Niewiele kilometrów na południe źródło ma drugi z potoków (Salzloch) źródłowych Frankońskiej Soławy. Źródło leży koło Heckenmühle, koło Obereßfeld (dzielnicy Sulzdorf an der Lederhecke). Aż do połączenia z północnym potokiem, nosi on nazwy Saalegraben lub Dagigbach.

### Przebieg i ujście
Od miejsca połączenia obu potoków niedaleko Bad Königshofen, płynie w kierunku południowo-zachodnim, wzdłuż południowo-wschodniej krawędzi Rhön. Rzeka przepływa m.in. przez Bad Neustadt, Bad Bocklet, Bad Kissingen i Hammelburg, a w Gemünden wpływa od północnego wschodu do Menu.

## Dorzecze i kilometraż
Dorzecze Soławy ma rozmiar 2765 km². Jej kilometraż postępuje od ujścia do Menu (0,00 km Soławy, 211,0 km Menu) aż po źródła koło Alsleben (135,0 km Soławy)

## Pierwsze wzmianki i znaczenie nazwy
Pierwsze zapisy o Soławie Frankońskiej pochodzą z 777 r: rzeka była wymieniona jako Sala i Salu w księdze Urkundenbuch Fuldalski. Pojęcia te, o ogólnikowym znaczeniu płynące wody można znaleźć już w pracach greckiego geografa Strabona (około 64 p.n.e. do 23 n.e.)

## Ekologia
Soława była przez stulecia przekształcana przez ludzi, w celu lepszego wykorzystania Salletalu. Koryto zostało wyprostowane poprzez przebijanie zakoli. Na wielu odcinkach ujednolicano szerokość rzeki. Karczowano lasy łęgowe oraz umacniano brzegi. Budowano młyny wodne, małe elektrownie zaporowe i zapory przeciwpowodziowe, a dawne obszary zalewowe zabudowywano.
Zmiany te silnie wpłynęły na funkcjonalność ekologiczną rzeki. Zmiany w linii brzegowej i zapory zmieniają prędkość wody i jej przepuszczalność, niszczą środowisko rzeczno-leśne oraz umożliwiają bardziej niszczycielskie powodzie. Od kilku lat, w ramach projektu Urzędu gospodarki Wodnej w Schwienfurcie, prowadzone są działania mające na celu przywrócenie Frankońskiej Soławie przynajmniej częściowo jej dawne właściwości ekologiczne. Do prac tych należą m.in. rozbiórka umocnień brzegów, tworzenie potoków umożliwiających pokonanie zapór oraz sadzenie nowych lasów u brzegów rzeki.

## Fauna
W rzece występuje wiele gatunków ryb, m.in.: węgorze, kleńe, jaźe, lipinie, pstrągi, ślizy, brzany, różanki, leszcze, strzeble, okonie, kiełby, jelce, szczupaki, jazgarze, głowacze, świnki, płoć, wzdręgi, miętus pospolityy oraz lustrzenie. Bardzo rzadko występuje też Rak sygnałowy.

## Powodzie
Ze śladów po wysokiej wodzie, jakie można zaobserwować na ścianach historycznych budynków niektórych miast wynika, że najbardziej narażone na regularne powodzie są centra Bad Kissingen, Westheim bei Hammelburg, Wolfsmünster i Gemünden. W Bad Kissingen jest zalewane często kilka razy rocznie. Historyczne centrum miasta zostało jednak zabezpieczone przez budowę wałów przeciwpowodziowych.

## Pomiary poziomu rzeki
Pomiary wysokości lustra wody są wykonywane w Bad Kissingen (poziom Prinzregentenbau) i Wolfsmünster (poziom Saalebrücke). Dane pomiarowe są rozpowszechniane przez Urząd Gospodarki wodnej w Schweinfurcie.

## Z historii

### Wczesna żegluga
Do XIV wieku dorzecze Soławy było o wiele gęściej porośnięte lasami niż obecnie, szczególnie w okolicach Rhön i Grabfeldu. Większe obszary leśne, co z tym idzie – chłonnej ściółki leśnej, oddawały wodę opadową równomierniej niż obszary trawiaste. Z tego powodu ilość wody płynącej rzeką była kiedyś znacznie większa niż obecnie – normalny poziom wody w rzece był porównywalny z obecnymi podtopieniami. Obszary zalewowe pokryte były głównie terenami podmokłymi i bagnistymi. Przebycie tych terenów było trudne, a dla wozów i ciężkiej jazdy nie możliwe poza utwardzonymi drogami. Dodatkowym utrudnieniem w przy pokonaniu rzeki była niewielka ilość mostów i brodów. Na rzece żegluga istniała już w roku 790, co można wywnioskować ze wpisu w Rocznikach Królestwa Franków z tego roku. Karol nadał już w 777 swoje nadsoławskie posiadłości – Hammelburg i okoliczne ziemie, klasztorowi Fulda, umożliwiając mu tym samym kontrolę ruchu okrętowego na brodzie w Hammelburgu oraz pobieranie z niego cła.

### Żegluga obecnie
Od 1878 zawitały na Soławie parowce. Spółka Saaleschifffahrt GmbH posiada obecnie dwa, zwane potocznie Dampferle statki, które kursują w Bad Kissingen od Rosengarten do Saliny. Statki te obecnie nazywają się Kissingen (wybudowany w 1926) i Saline (1964), a kursy nimi odbywają się co cztery godziny w tygodniu i co dwie w weekendy.

### Most Saalbrücke koło Hammelburga
Przed budową Saalbrücke w 1121 jedyną możliwością przebycia rzeki w okolicach Hammelburga był bród. Silnie umocnione miasto, leżące na ziemiach należących do klasztoru Fulda, kontrolowało przebiegające w pobliżu drogi z Włoch przez Augsburg, Szwabia, Würzburg do Kassel oraz do Holandii i portów Bałtyckich. Pośrodku pięciołukowego, kamiennego mostu znajdowała się baszta. Następnym bastionem był leżący na lewym brzegu rzeki zamek Schloss Saaleck, który chronił przeprawę od południa. Wielokrotne próby zajęcia miasta, mostu i Sallecku przez wojska biskupa Hermana I von Lobdeburg w latach 1224–1265 okazały się bezowocne. Także próby jego następców nie powiodły się. Spór ten ciągnął się przez prawie dwa stulecia, aż do aż do decyzji, wydanej w 1552 przez Maksymiliana I Habsburga potwierdzonej orzeczeniem Sądu Kameralnego Rzeszy, na korzyść Fuldy. Regulacja ta utrzymała się aż do włączenia Hammelburga do Królestwo Bawarii w 1816. Później rozebrano także basztę na moście.
W 1945, pod koniec II wojny światowej most został częściowo wysadzony przez niemieckich saperów. Uszkodzenia uniemożliwiły wprawdzie przejazd, lecz nie były na tyle poważne by nie dało się odbudować mostu. Jednak zamiast tego rozebrano historyczną budowlę i w 1952 ukończono całkowicie nowy most z żelbetu. Most ten łączy eleganckim łukiem brzegi Soławy do dziś.

## Kolejka – Saaletalbahn
Wzdłuż dolnej części Frankońskiej Soławy przebiega linia kolejowa zwana Saaletalbahn. Łączy Bad Kissingen z Gemünden przez m.in. Hammelburg i Gräfendorf. Do 1997 istniała również linia w górnym biegu, łącząca Bad Neustadt z Bad Königshofen (Grabfeldbahn).